# 赵公武
赵公武（1900年11月12日—1952年10月11日），原名赵世清，字懋森，號永茂，广东大埔县高陂镇古田村人。国民革命军中将。曾任国民革命军第五十二军军长、安东省政府代理主席等职。

## 生平
1947年8月15日因病告假回南京休养，旋赴香港就医。1948年任华中剿匪总司令部（总司令白崇禧）副司令长官，因病在香港就医未到任。1952年在香港病逝。

## 家人
- 夫人：赵陆萧蓉
- 儿子：赵宁国
- 女儿：赵安琪

## 纪念
赵公武故居武颂庐2005年被大埔县人民政府公布为县级文物保护单位。2020年3月13日被梅州市人民政府公布为第七批梅州市文物保护单位。  